# Jenna Forrester
Pour les articles homonymes, voir Forrester.
Jenna Forrester, née le 14 juin 2003, est une nageuse australienne spécialiste du 4 nages.

## Biographie
En août 2019, elle remporte la médaille d'argent en relais 4 × 200 m nage libre lors des championnats du monde juniors de natation.
Le 30 juillet 2023, lors des championnats du monde à Fukuoka, elle remporte la médaille de bronze du 400 m quatre nages derrière Summer McIntosh et Katie Grimes.

## Palmarès

### Championnats du monde

#### Grand bassin
- Championnats du monde 2023 à Fukuoka :
  -  Médaille de bronze du 400 m quatre nages.
- Championnats du monde 2025 à Singapour :
  -  Médaille d'argent du 400 m quatre nages.